# La Roche-aux-Fées

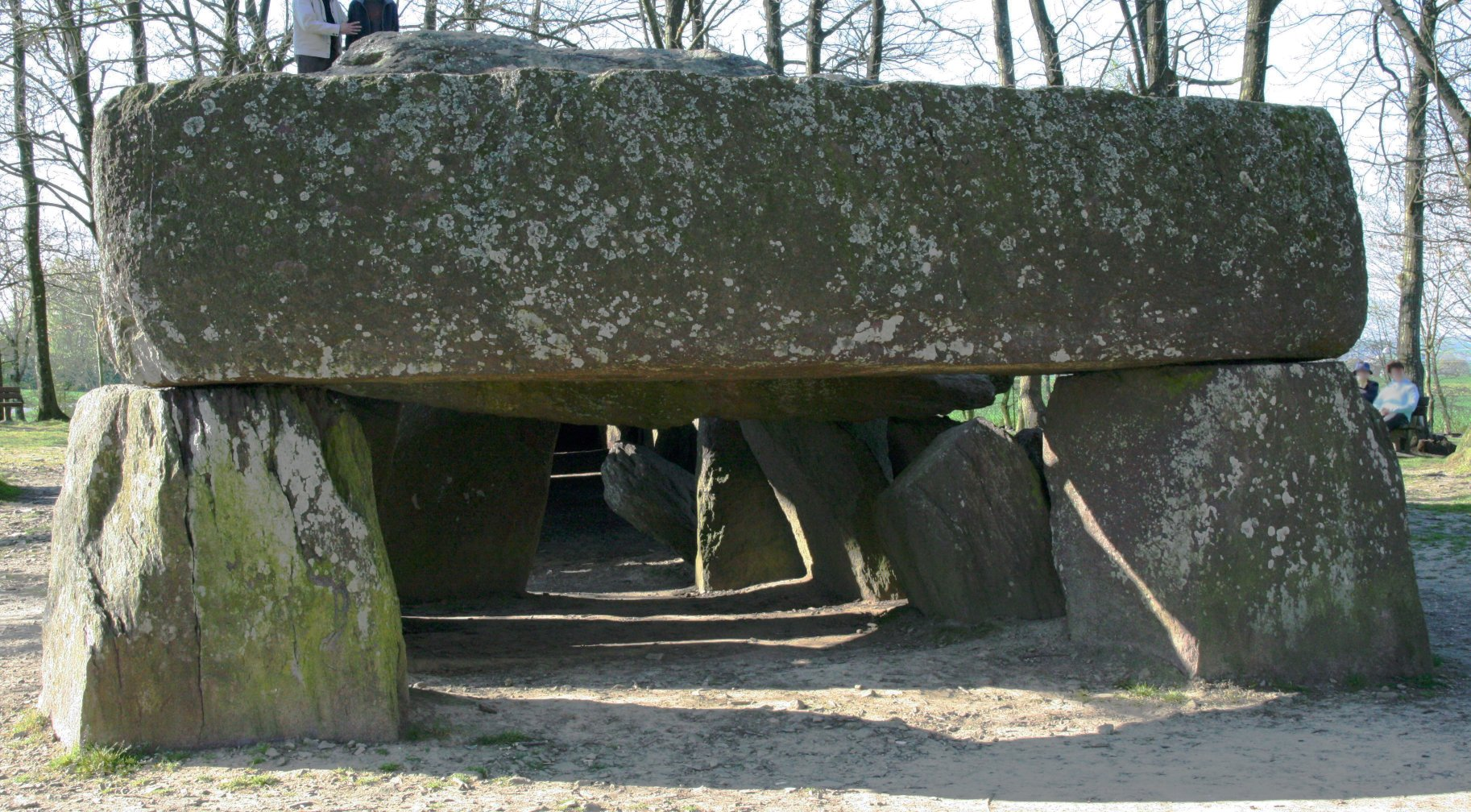
De poort of entree van La Roche-aux-Fées

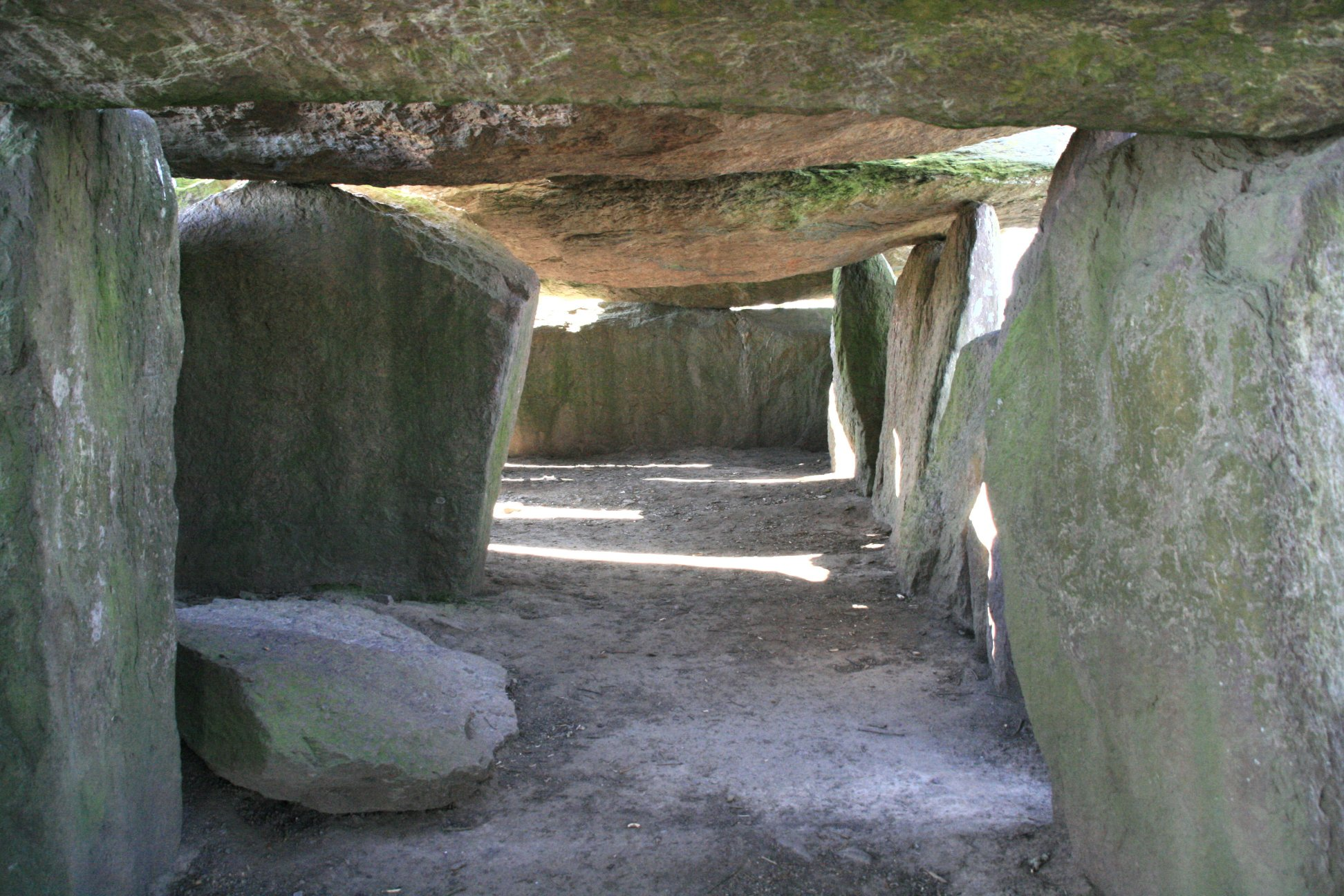
Interieur

La Roche-aux-Fées is een hunebed (allée couverte, ganggraf) in Frankrijk. Het ligt in de gemeente Essé tussen Vitré en Châteaubriant in Bretagne. Het bouwwerk wordt weergegeven op de Cassinikaart en staat op de lijst monument historique.
La Roche-aux-Fées is een rechthoekig bovengronds hunebed. Van dit type zijn talrijke opgericht in het departement Maine-et-Loire. De megalithische bouwwerken bestaan vaak uit grote platen van kalksteen. Aan de hand van gevonden keramiek worden ze gedateerd op 3500-3000 v.Chr.
La Roche-aux-Fées ligt op een heuvel in een bos met kastanjes en eiken. Er zijn 26 draagstenen met 8 dekstenen (met een gewicht tussen de 20 en 45 ton elk). Het bouwwerk is 19,5 meter lang en van het noordnoordwesten naar het zuidzuidoosten gericht, het is gericht op zonsopkomst tijdens de winterzonnewende. Oorspronkelijk was het bouwwerk afgedekt door een grafheuvel. Deze is in de Romeinse tijd afgegraven.
Feeën spelen een rol bij het bouwwerk. Zij zouden de stenen getransporteerd hebben. Eén steen verloren ze op weg naar het bouwwerk, dit is de menhir van Runfort. 
Er is een bijgeloof rondom de stenen, het aantal hiervan zou continu variëren. Als een koppel afzonderlijk rond het bouwwerk loopt en ieder hetzelfde aantal stenen telt, zullen ze bij elkaar blijven. Degene die het hunebed zal vernietigen, zal binnen een jaar sterven.
In Frankrijk zijn meerdere hunebedden of ganggraven met eenzelfde naamgeving, zoals het huis van de fee (la maison des feins) of de oven van de fee (four des feins).

## Zie ook

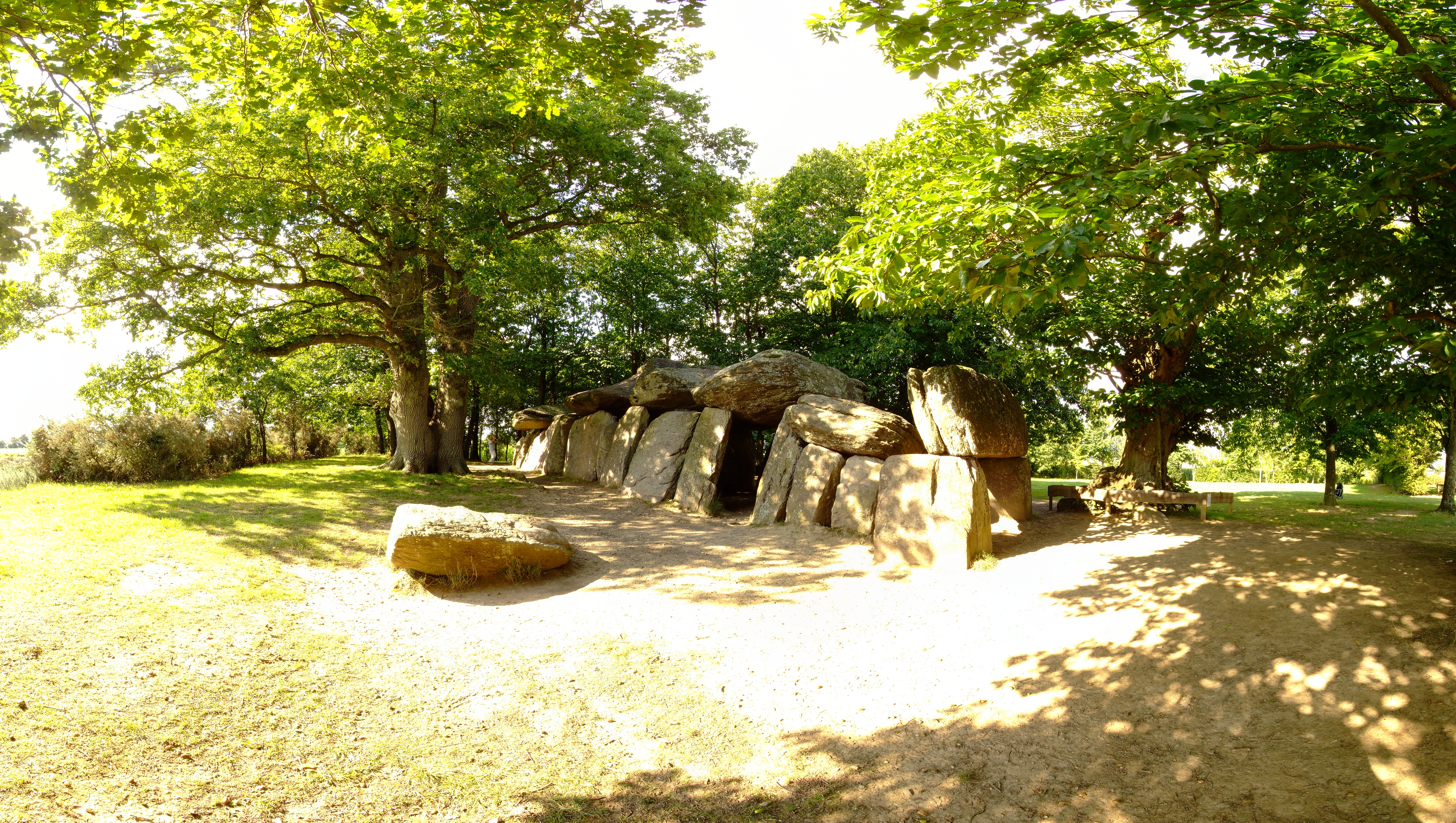
Overzicht van La Roche-aux-Fées